# Mormia sarai
Mormia sarai är en tvåvingeart som beskrevs av Wagner och Salamanna 1983. Mormia sarai ingår i släktet Mormia och familjen fjärilsmyggor. Inga underarter finns listade i Catalogue of Life.